# 池田正一郎
池田 正一郎（いけだ しょういちろう、1913年 - 2017年9月）は、日本の歴史家。

## 人物・来歴
兵庫県武庫郡御影町（現神戸市）に生まれる。1932年大阪箕面の梅路見鸞武禅道場に入門。京都帝国大学文学部支那文学語学専攻卒。東京帝国大学大学院在籍。応召しジャワに上陸、東南アジア各地を転戦。1947年夏帰国。新制中学、高等学校に勤める。退職後、自宅道場内で弓道指導に励む。海老名市文化財保護委員、市史編纂審議会長、環境保全審議会長、相模国分寺跡保存整備委員、海老名市弓道協会会長などを務めた。104歳で死去。

## 編著書
- 『古文書解読用語事典』編. 新人物往来社, 1981.6
- 『近世に於ける災害の記録』編. 池田正一郎, 1983.1
- 『江戸時代用語考証事典』新人物往来社, 1984.7
- 『古文書用語事典 コンパクト版』新人物往来社, 1991.10
- 『古文書用字用語大事典』新人物往来社, 1995.6
- 『古文書のたのしみ』新人物往来社, 1998.8
- 『日本災変通志』新人物往来社, 2004.12